# Pallacanestro Brescia
O Pallacanestro Brescia, também conhecido por Germani Brescia por razões de patrocinadores, é um clube profissional de basquetebol fundado em 2009 na cidade de Brescia, Itália. Atualmente disputa a Serie A e manda seus jogos no PalaLeonessa com capacidade para 5.200 espectadores.

## Histórico por temporada
| Temporada | Nível | Liga         | Pos. | Pós Temporada     | Copa doméstica              | Competições Europeias |
| --------- | ----- | ------------ | ---- | ----------------- | --------------------------- | --------------------- |
| 2009–10   | 3     | A dilettanti | 5    | Quartas de Finais | –                           | –                     |
| 2010–11   | 3     | A dilettanti | 2    | Promovido campeão | –                           | –                     |
| 2011–12   | 2     | Legadue      | 7    | Quartas de Finais | 2 Copa Legadue OF           | –                     |
| 2012–13   | 2     | Legadue      | 4    | Finalista         | 2 Copa Legadue OF           | –                     |
| 2013–14   | 2     | DNA Gold     | 8    |                   | –                           | –                     |
| 2014–15   | 2     | Serie A2     | 2    | Semifinalista     | 2 Copa LegaPallacanestro SF | –                     |
| 2015–16   | 2     | Serie A2     | 2    | Promovido campeão | 2 Copa LegaPallacanestro OF | –                     |
| 2016-17   | 1     | Serie A      | 10   |                   | 1 Copa da Itália SF         | –                     |
| 2017-18   | 1     | Serie A      | 3    | Semifinalista     | 1 Copa da Itália            | –                     |
| 2018-19   | 1     | Serie A      | 12   |                   |                             |                       |
| 2019-20   | 1     | Serie A      |      |                   |                             | 2 Eurocopa T16 8v-8d  |
| 2020-21   | 1     | Serie A      | 9    |                   |                             | 2 Eurocopa TR 2v-8d   |
| 2021-22   | 1     | Serie A      | 3º   | Quartas de finais |                             |                       |
| 2022-23   | 1     | Serie A      | 9º   |                   | 1 Copa da Itália - Campeão  | 2 Eurocopa OF         |
| 2023-24   | 1     | Serie A      | 3º   | Semifinalista     | 1 Copa da Itália - QF       |                       |
| 2023-24   | 1     | Serie A      | 3º   | Semifinalista     | Supercopa - Finalista       |                       |
| 2024-25   | 1     | Serie A      | 3º   | Finalista         | 1 Copa da Itália - SF       |                       |
| 2025-26   | 1     | Serie A      |      |                   |                             |                       |

fonte:Eurobasket.com

## Títulos
Seria A Diletanti (amadora)
Campeão (1):2010-11
Legadue
Campeão (1):2015-16
Finalista (1):2012-13
Copa da Itália
Campeão (1): 2023
Finalista (1):2018

## Patrocinadores Principais
Através dos anos, por motivo de contratos de patrocínio, chamou-se também:
- Centrale del latte di Brescia (2009–2016)
- Germani (2016–presente)

## Artigos relacionados
- Liga Italiana de Basquetebol